# (1598) Paloque
(1598) Paloque ist ein Asteroid des Hauptgürtels, der am 11. Februar 1950 vom französischen Astronomen Louis Boyer in Algier entdeckt wurde.
Der Name des Asteroiden ist von der französischen Astronomin Émile Paloque abgeleitet.